# Arquitectura d'Estònia
L'arquitectura d'Estònia és el resultat de trobades culturals diverses, a través d'influències Russa i Escandinava d'una banda, però també alemanya, l'arquitectura estoniana ha sabut distingir-se per convertir-se en una veritable arquitectura nacional, participant en la identitat d'aquest país bàltic amb la seva convulsa història. Després d'aconseguir el seu ple desenvolupament, la pròpia arquitectura estonia va exercir una influència sobre altres països bàltics, però també sobre els països escandinaus i Rússia.

## Història

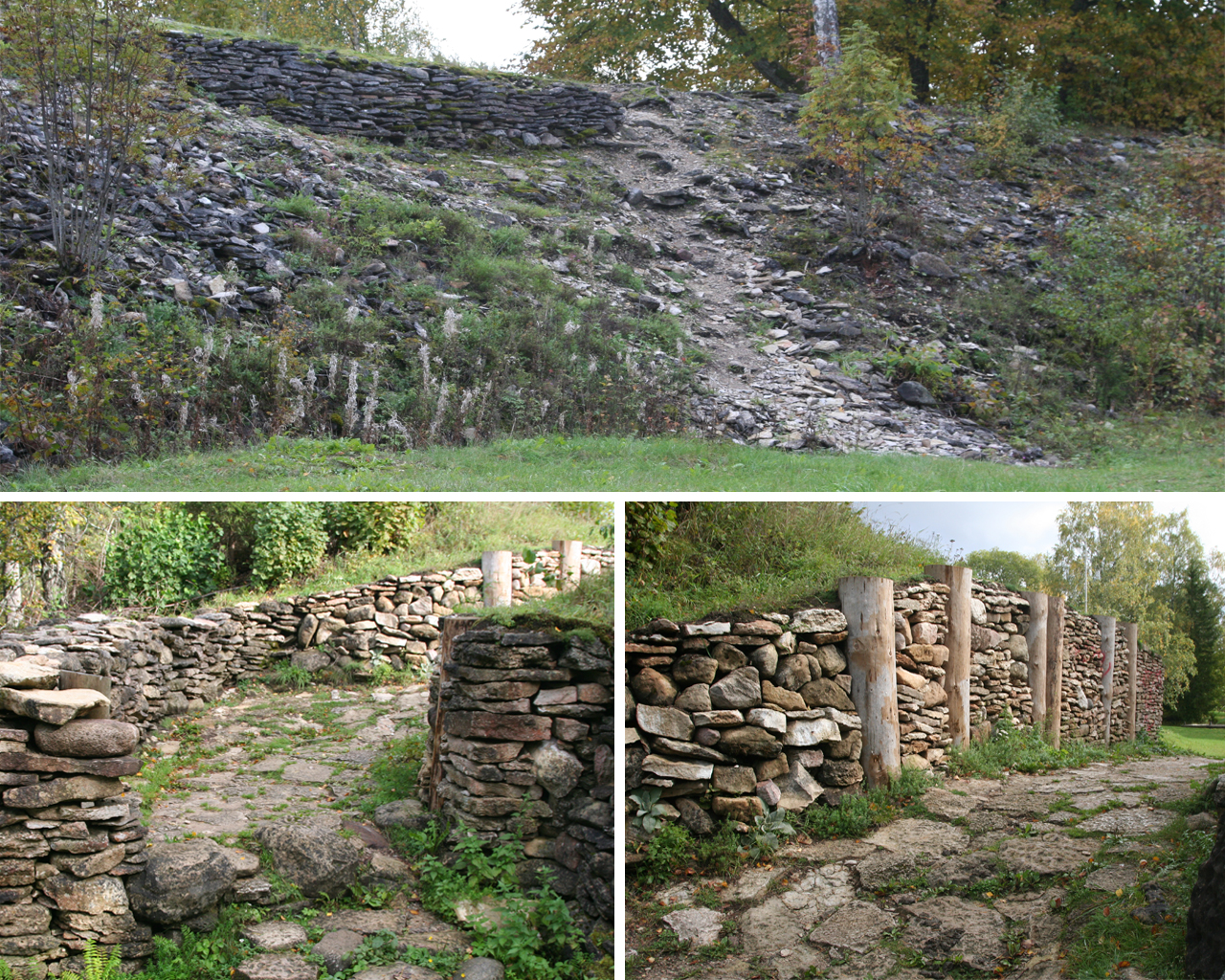
Ruïnes de la fortalesa de Varbola.

### Prehistòria
Una característica distintiva de l'arquitectura primitiva d'Estònia són els nombrosos baluards i fortificacions situats en turons que es troben arreu del país, com els de Varbola i Valjala. Els més importants, que podien arribar a abastar fins a 1000 metres quadrats i estaven ubicats en encreuaments estratègics, van acabar convertint-se en centres comercials, com Tallinn, Tartu i Otepää.

### Arquitectura gòtica

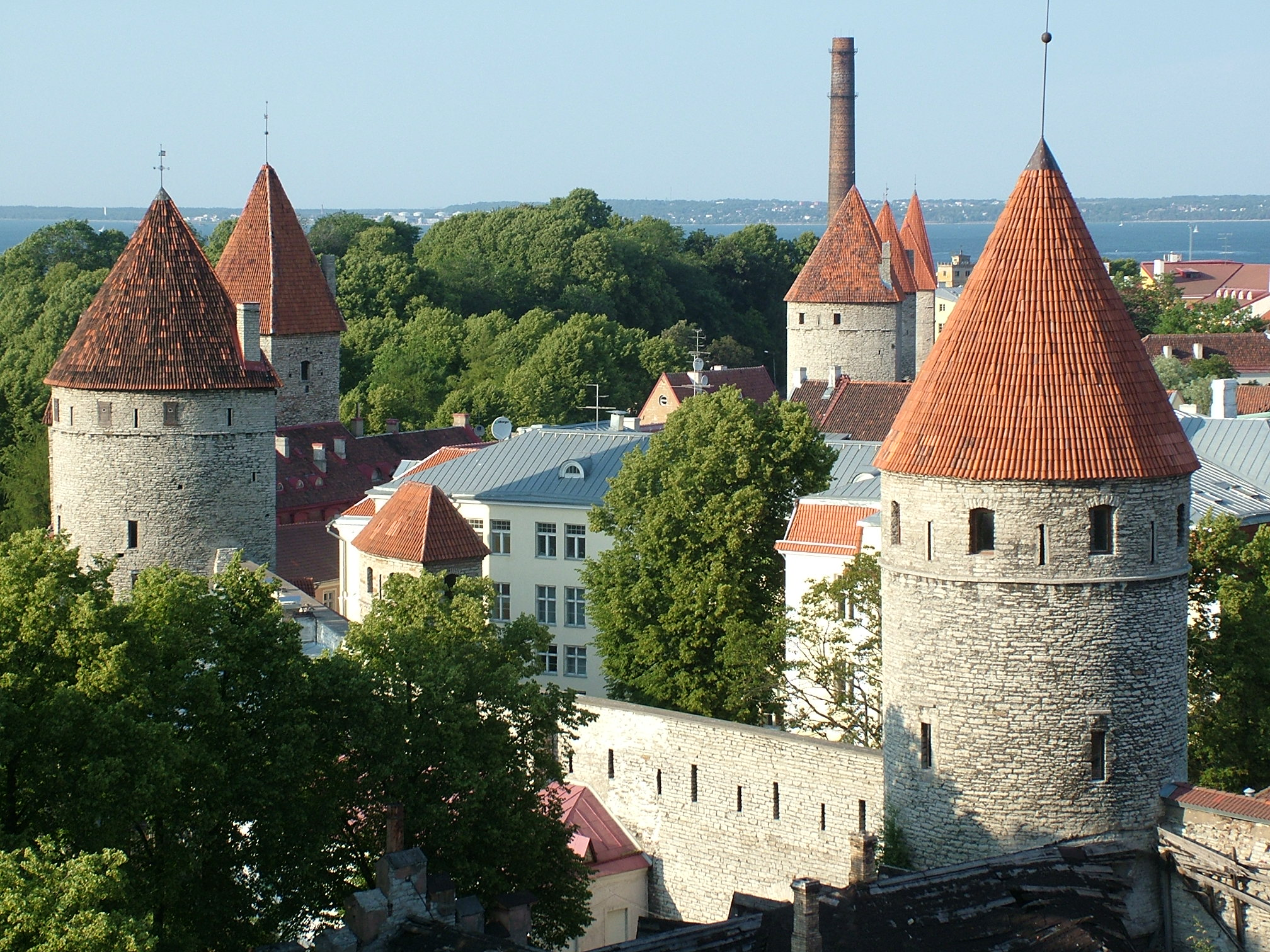
El conjunt arquitectònic que conforma el nucli antic medieval de Tallinn està inscrit a la llista del Patrimoni Mundial de la UNESCO.

El cristianisme va arribar a Estònia a través de les croades del nord, cosa que va provocar profunds canvis en la societat, la cultura i l’arquitectura del país. Les influències provenien principalment de les regions germanoparlants i d’Escandinàvia. A partir del segle xiii, la nova religió va impulsar la construcció d’esglésies per tot el territori de l’actual Estònia. Les primeres esglésies probablement eren de fusta, tot i que no se’n conserva cap. Les més antigues que han arribat fins avui van ser construïdes de manera robusta i amb caràcter defensiu; l’església de Valjala, a l’illa de Saaremaa, n’és un exemple. Els mestres constructors i escultors que van tenir un paper destacat en aquesta arquitectura eclesiàstica inicial provenien principalment de Gotland.
Amb l’arrelament progressiu del cristianisme, es van erigir esglésies més grans i ornamentades, especialment al nord del país durant el segle xv. Les esglésies medievals del nucli antic de Tallinn, com la Catedral, l'església de Sant Joan, la església de Sant Olaf (que va ser l’edifici més alt d’Europa al segle xvi) o l'església de l’Esperit Sant, testimonien el desenvolupament d’un estil gòtic molt elaborat. Fora de Tallinn, moltes esglésies van ser danyades durant les freqüents guerres —com la Guerra de Livònia o la Gran Guerra del Nord—, i l’abandonament durant l’ocupació soviètica va provocar una gran destrucció entre les esglésies estonianes. No obstant això, en anys posteriors s’ha dut a terme una intensa tasca de restauració, i especialment a Saaremaa i al nord del país encara es conserven exemples interessants d’esglésies medievals relativament ben preservades.
Els croats també van deixar empremta al territori amb la construcció de nombrosos castells per exercir control militar i administratiu. Es van erigir tant grans complexos coneguts com a «castells de l’orde» (per les ordes croades com els teutons), com fortificacions locals més petites no pensades per a grans accions militars, conegudes localment com a «castells de vassalls». Entre els grans castells que encara es conserven destaquen el castell de Hermann a Narva, el castell de Toompea a Tallinn i el castell de Kuressaare a Saaremaa. Entre els castells menors, encara existeixen el castell de Purtse, la torre de Kiiu i la torre de Vao. Molts castells medievals van ser destruïts en guerres posteriors, i Estònia és rica en ruïnes de castells.
L’expansió de ciutats com Tallinn i Narva com a urbs hanseàtiques durant l’Edat Mitjana també va impulsar el desenvolupament de l’arquitectura civil. Les cases burgeses amb façanes a dues aigües, una gran sala principal amb llar de foc i una sala d’estar més petita al fons es van fer populars; aquest estil, conegut com a «gòtic de Tallinn», va ser adoptat també per constructors a Finlàndia, Suècia i Nòvgorod. Altres edificis civils medievals encara existents reflecteixen la importància de Tallinn com a ciutat comercial: l’Ajuntament, la farmàcia municipal Raeapteek i els edificis dels antics gremis, com el Gran Gremi (1410), el Gremi de Sant Olaf (1422) i, més tard, la Germandat dels Caps Negres (c. 1597). La muralla de la ciutat, extraordinàriament ben conservada, també data d’aquest període. En conjunt, el nucli antic de Tallinn és un dels conjunts arquitectònics medievals més ben preservats del món i està inclòs en la llista de Patrimoni de la Humanitat de la UNESCO des del 1997.

### Barroc i Rococó
L’arquitectura barroca i rococó a Estònia està representada principalment per edificacions erigides per l’administració imperial russa i l’aristocràcia local. L’exemple més destacat que es conserva és el palau de Kadriorg, construït en estil barroc. Abans de la Segona Guerra Mundial, el castell de Põltsamaa constituïa un exemple excepcional d’arquitectura rococó a Estònia; tanmateix, va ser destruït durant el conflicte bèl·lic i només en resten les ruïnes.
Des de les croades del nord i l’establiment de la noblesa bàltica germanoparlant com a classe terratinent, el camp estonià s’ha caracteritzat pel sistema senyorial imposat per les classes altes. A partir del període barroc, moltes cases senyorials s’han conservat i formen part del patrimoni arquitectònic d’Estònia. El paisatge rural del país compta amb al voltant de 2000 mansions històriques, moltes d’elles en estils barroc i rococó, com les de Saue, Palmse o Vääna, tot i que també s’hi troben representacions d’estils com el neobarroc, neoclàssic i fins i tot Tudor.

### Classicisme
El centre de l’arquitectura neoclàssica preservada a Estònia és Tartu, destacant l’Ajuntament i els edificis del voltant del segle segle xviii. L’edifici principal de la Universitat de Tartu (1803–1809) n’és un exemple destacat. L’arquitectura de les cases senyorials va continuar dominant el camp, amb mansions com les de Saku, Kuremaa i Suure-Kõpu que representen clarament aquest estil. També es van construir algunes residències notables a Tallinn, com la Casa Stenbock i l’edifici del carrer Kohtu 8 (obra de l’arquitecte Carl Ludvig Engel, que actualment acull l’oficina del Defensor del Poble d’Estònia), ambdues situades al turó de Toompea.

### Arquitectura de finals del segleseglexix
Com a la resta d’Europa, la fi del segle segle xix va ser a Estònia una època d’experimentació arquitectònica amb diversos estils. Es van fer comuns diferents tipus d’historicisme i eclecticisme. El neogòtic es va tornar especialment popular, especialment entre les cases senyorials, com ho demostren els palaus d’Alatskivi i Sangaste. Cap al final d’aquest període, les influències del modernisme (Art Nouveau) van arribar a Estònia. Les principals fonts d’inspiració van ser, d’una banda, l’escena modernista vibrant de Riga i, de l’altra, el romanticisme nacional finlandès. Probablement l’arquitecte més conegut que va treballar en estil Art Nouveau a Estònia va ser Jacques Rosenbaum.

## Museu d'Arquitectura d'Estònia
El Museu d'Arquitectura d'Estònia (en estonià: Eesti Arhitektuurimuuseum) és un museu dedicat a l'arquitectura ubicat a Tallinn, Estònia. Està situat al barri Rotermann. El museu és membre del Consell Internacional de Museus d'Arquitectura —ICAM, per les seves sigles en anglès—.
El museu va ser fundat l'1 de gener de 1991 amb el propòsit de documentar, preservar i donar a conèixer al públic la història de l'arquitectura estoniana i la seva evolució contemporània. Va iniciar les seves activitats en un espai provisional a Kooli 7, al nucli antic de Tallinn, on les seves col·leccions s'allotjaven a la torre medieval Loewenschede. El 1996, el museu es va traslladar a l'antic magatzem de sal del barri Rotermann, el qual va ser obert al públic el 7 de juny d'aquell mateix any.

### Galeria

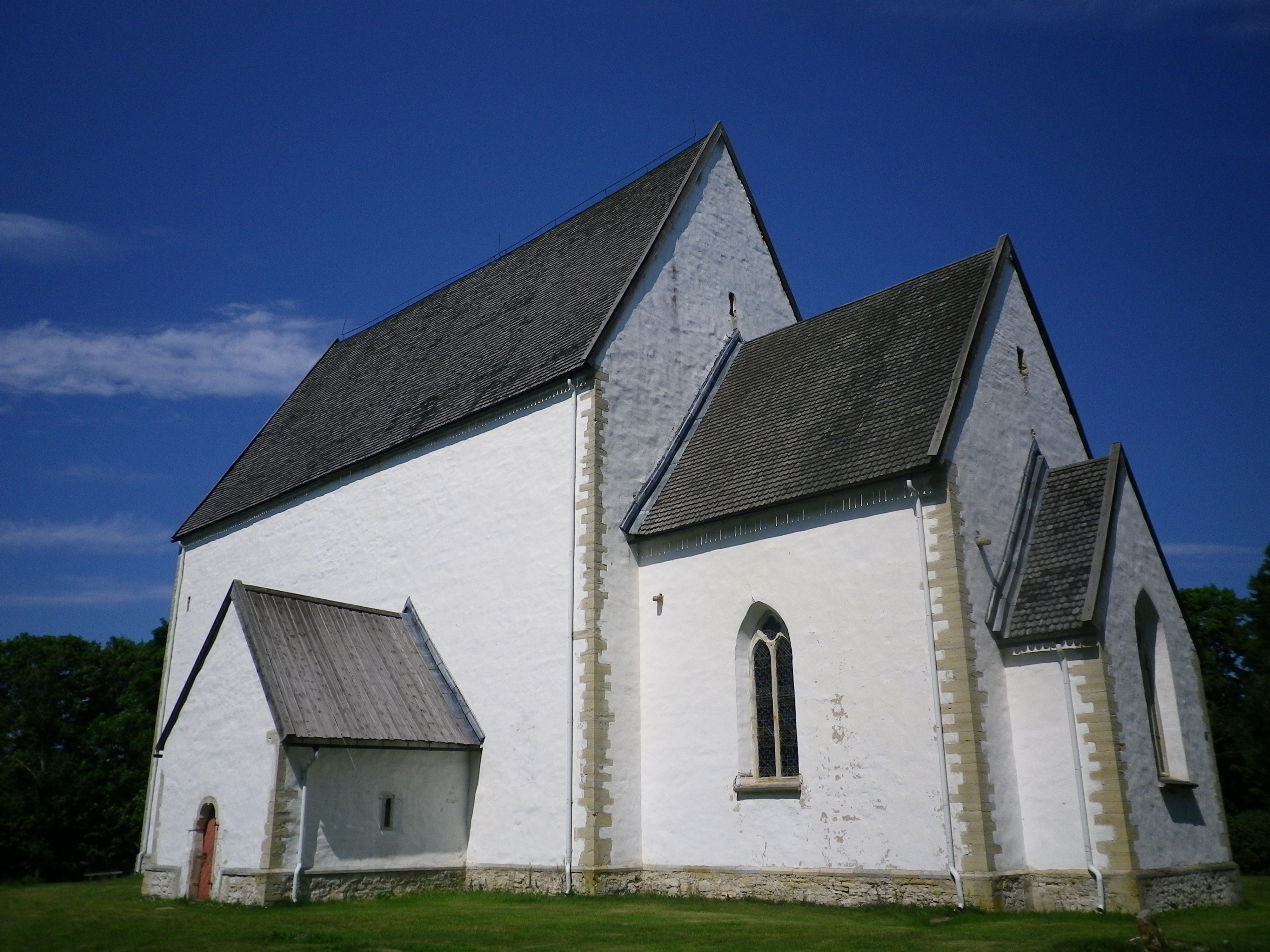
Església de Santa Catalina de Muhu (segle segle xiii).
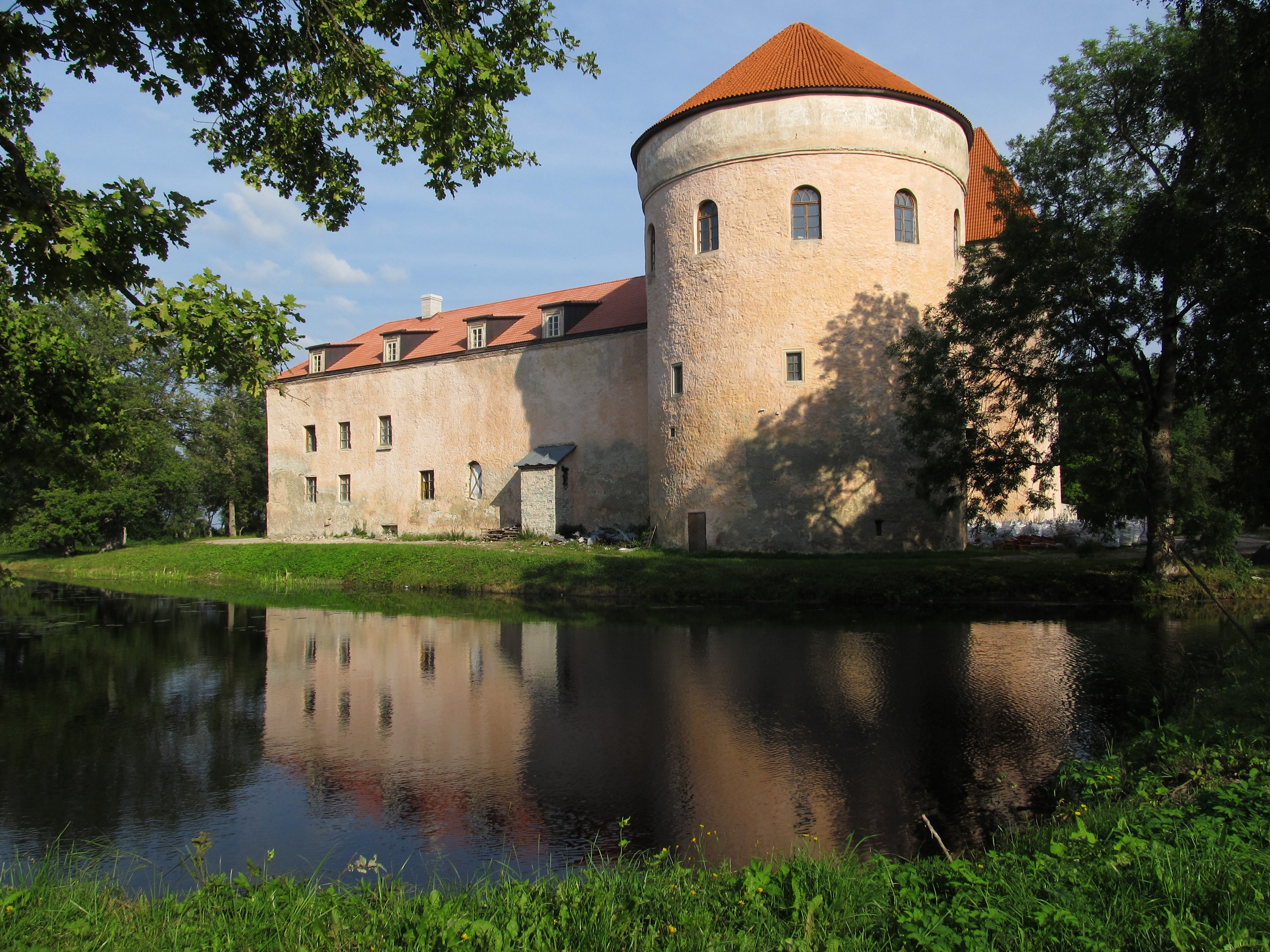
Castell de Koluvere (principis del segle segle xiii).
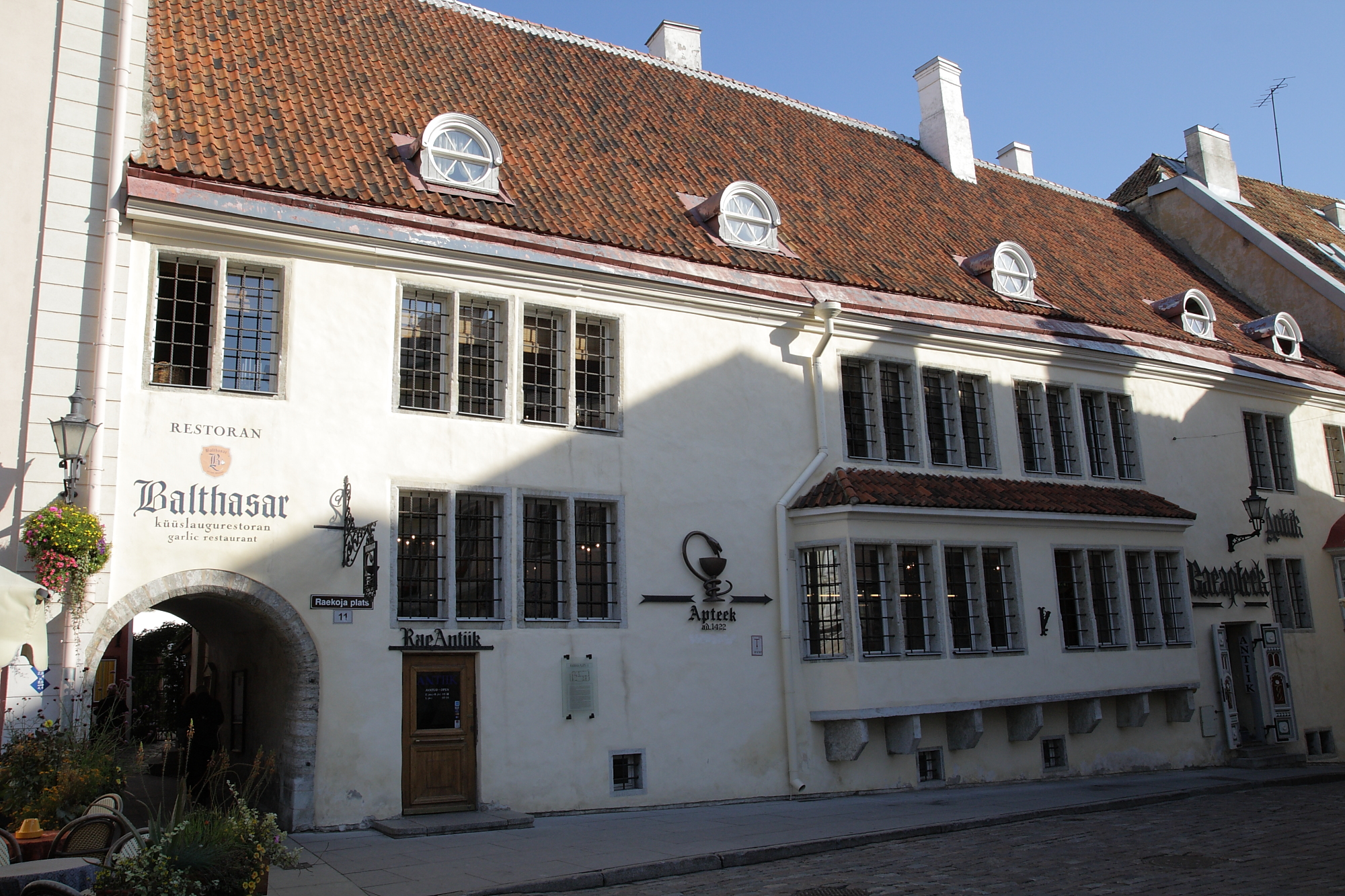
Raeapteek (principis del segle segle xv).
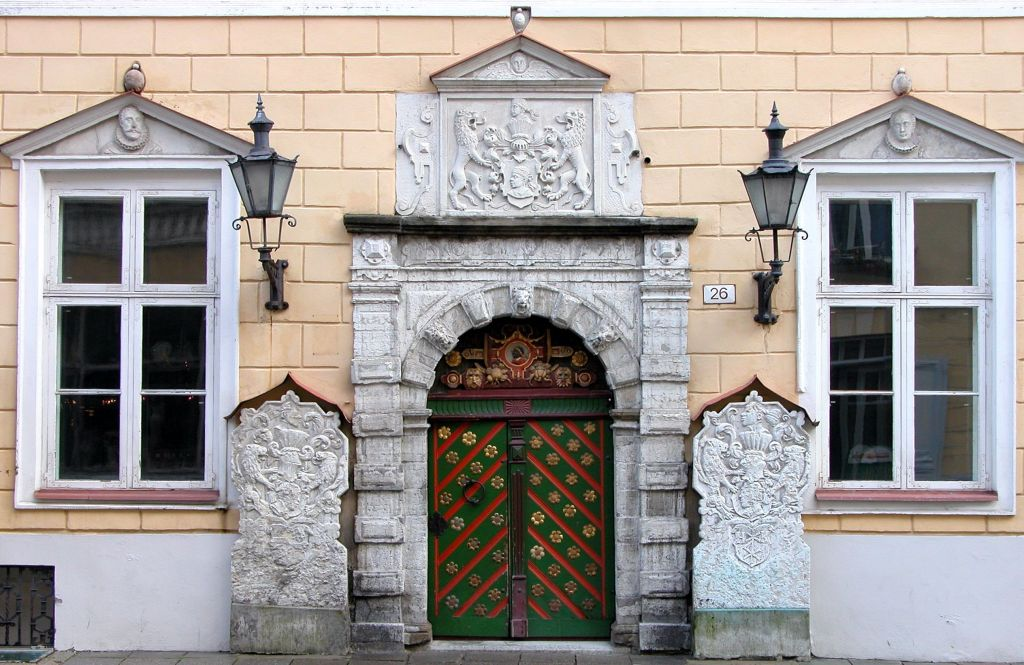
Casa de les Caps Negres, Tallinn (façana d’Arent Passer) (1597).
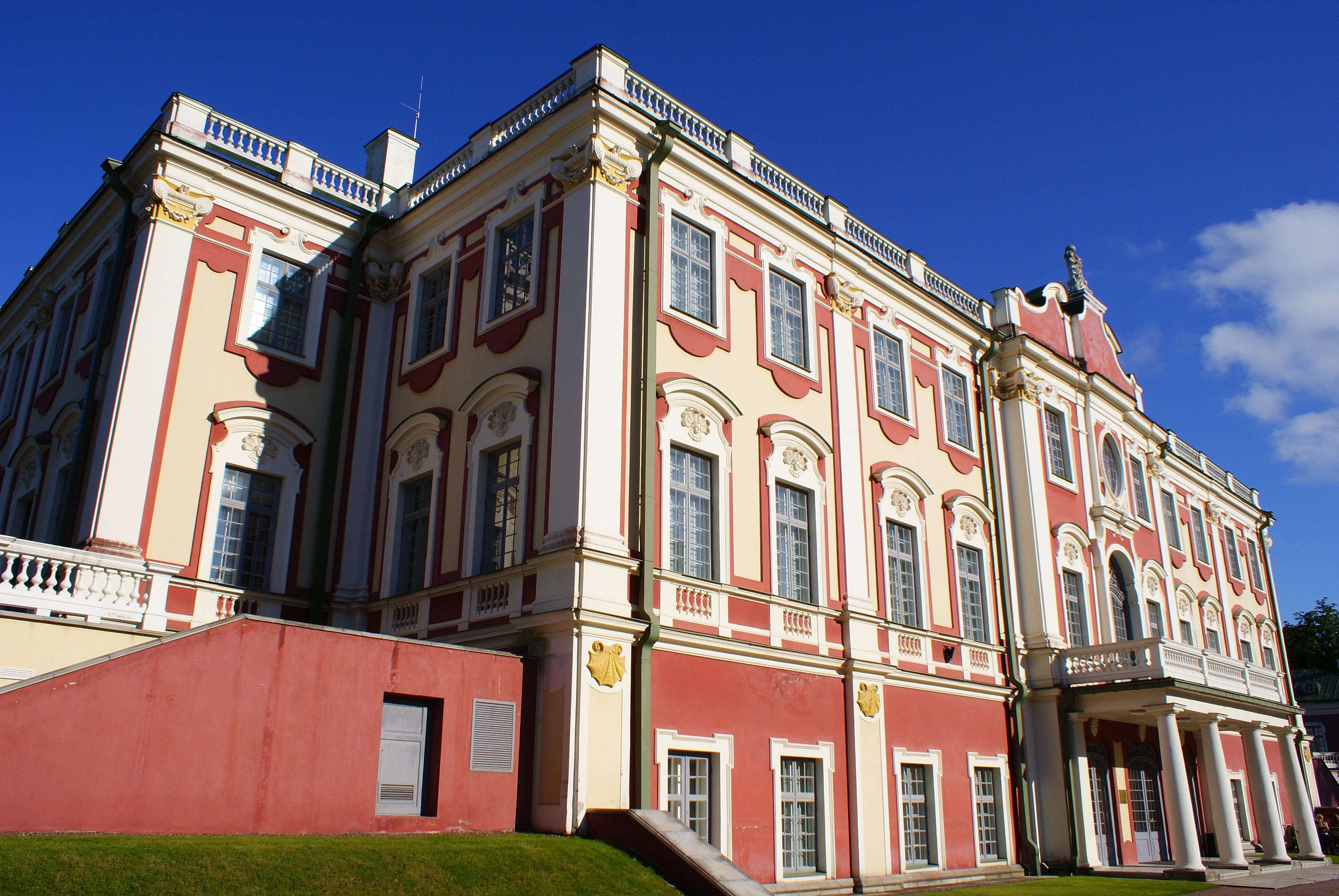
Palau de Kadriorg (arquitectes Nicola Michetti, Gaetano Chiaveri i Mikhail Zemtsov) (començat el 1718).
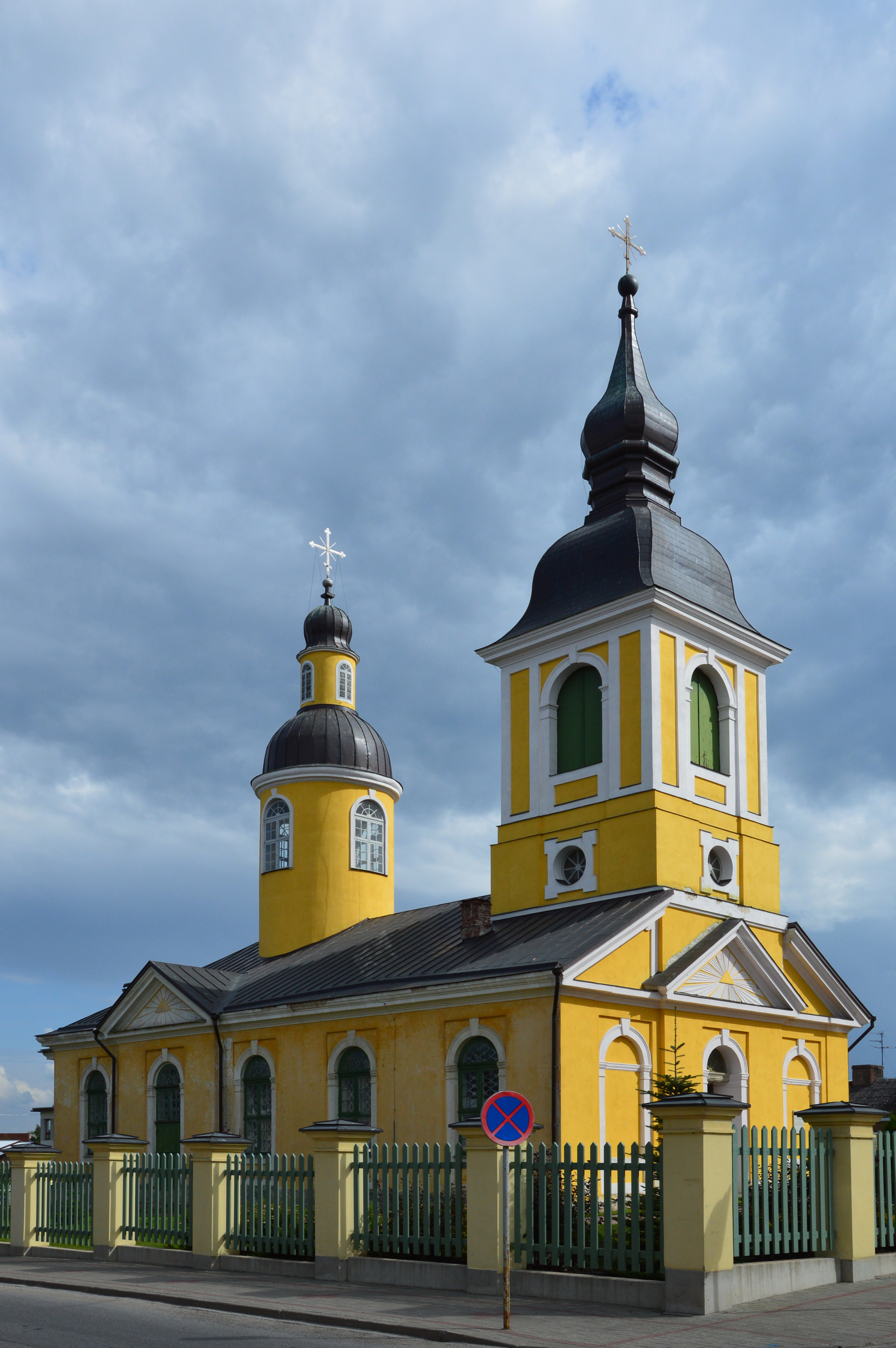
L’església ortodoxa de Santa Catalina de Võru és un exemple primerenc de classicisme (1804).
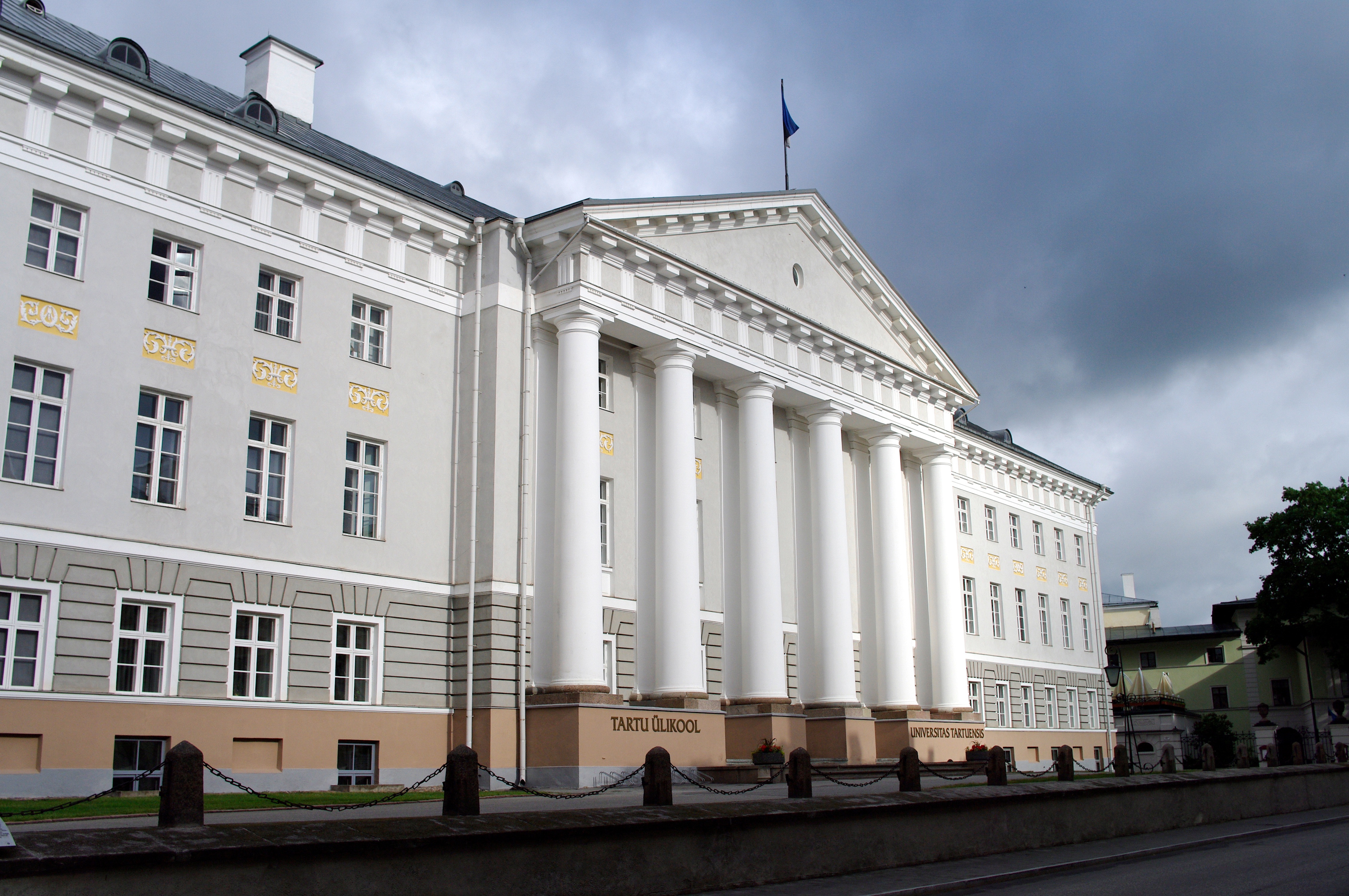
Edifici principal de la Universitat de Tartu (arquitecte Johann Wilhelm Krause, 1803–1809).
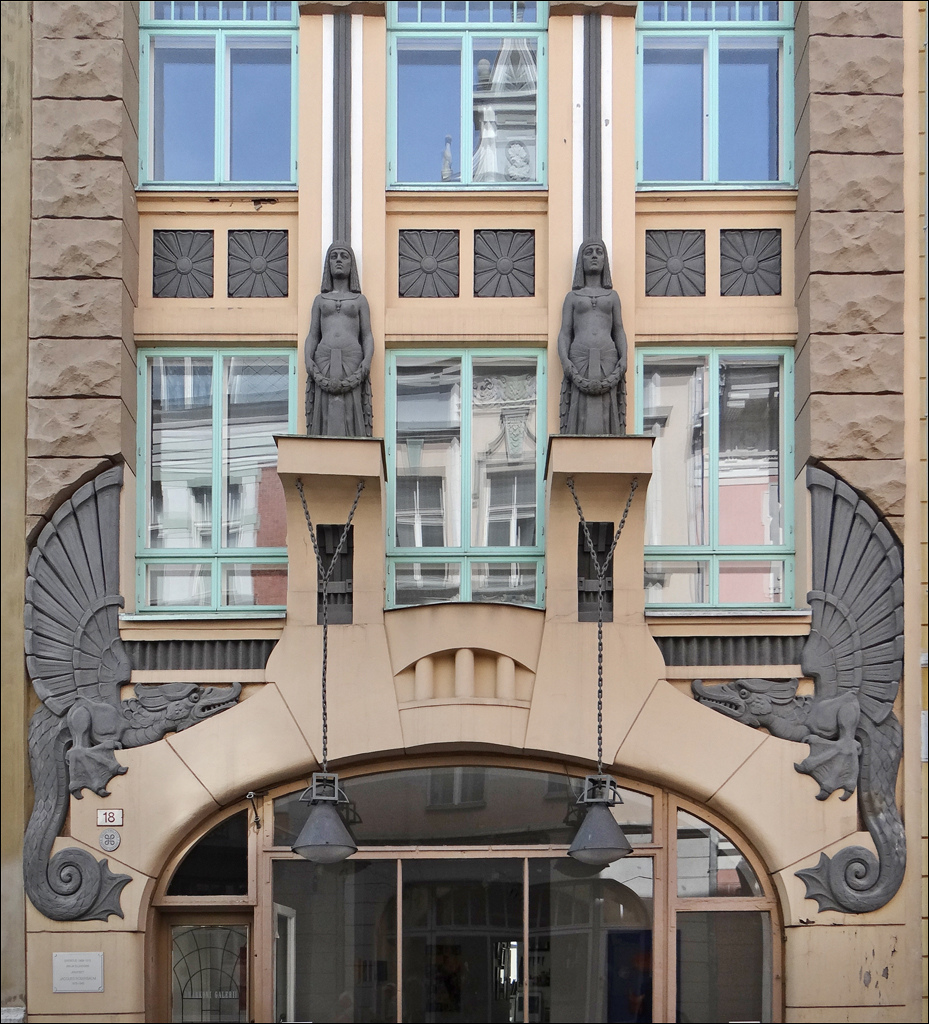
Edifici Art Nouveau a Tallinn (arquitecte Jacques Rosenbaum, acabat el 1910).